# Luxemburgs försvarsmakt
Luxemburgs försvarsmakt (Lëtzebuerger Arméi) är en yrkesarmé som lyder under utrikesministeriet. Dess insatsförband består av två infanterikompanier. Officerare och underofficerare utbildas i Belgien.

## Uppdrag
Luxemburgs armé har både ett nationellt och ett internationellt uppdrag:

### Nationellt uppdrag
- Vid krig skall armén delta i försvaret av storhertigdömet.
- Skydda nationellt viktiga objekt och ytor.
- Biträda befolkningen och de civila myndigheterna vid katastrofer eller när allmänintresset kräver det.
- Förbereda den visstidsanställda personalen för offentlig eller privat anställning.

### Internationellt uppdrag
- Bidra till det kollektiva eller gemensamma försvaret inom ramen för de organisationer vilka storhertigdömet tillhör.
- Inom samma ramar delta i humanitära insatser och räddningsinsatser, genomföra fredsbevarande, krishanterande och fredsframtvingande militära uppdrag.
- Delta i kontroller och uppföljningar av internationella fördrag vilka Luxemburg har biträtt.

## Organisation

### Politisk nivå
Luxemburgs armé är underställd försvarsdirektionen, som ingår i det luxemburgiska utrikesministeriet.

### Myndighetsnivå

#### Generalstab
- Chef, överste med tillagd grad av general.[2]
- Ställföreträdande chef, överstelöjtnant med tillagd grad av överste.[2]
- Underlydande organ
  - Själavårdschef[3]
  - Tre auditörer [3]
  - Militärmusikkåren består av 75 militärmusiker.[2][3]

#### Markstridskomponent
- Militärbasen i Diekirch
  - Chefen är en överstelöjtnant, med tillagd grad av överste.
  - 1 lätt infanterikompani
  - 1 spaningskompani
  - 1 stabs- och utbildningskompani
  - Yrkesutbildningsavdelning
  - Underhållsavdelning
  - Sjukvårdsavdelning
- Arméskolan

Källa:

#### Flygkomponent
Flygkomponenten består av en officer och en underofficer vid generalstaben, en sambandsofficer vid den belgiska försvarsstaben och tre transportflygförare integrerade i det belgiska flygvapnet.

## Personal

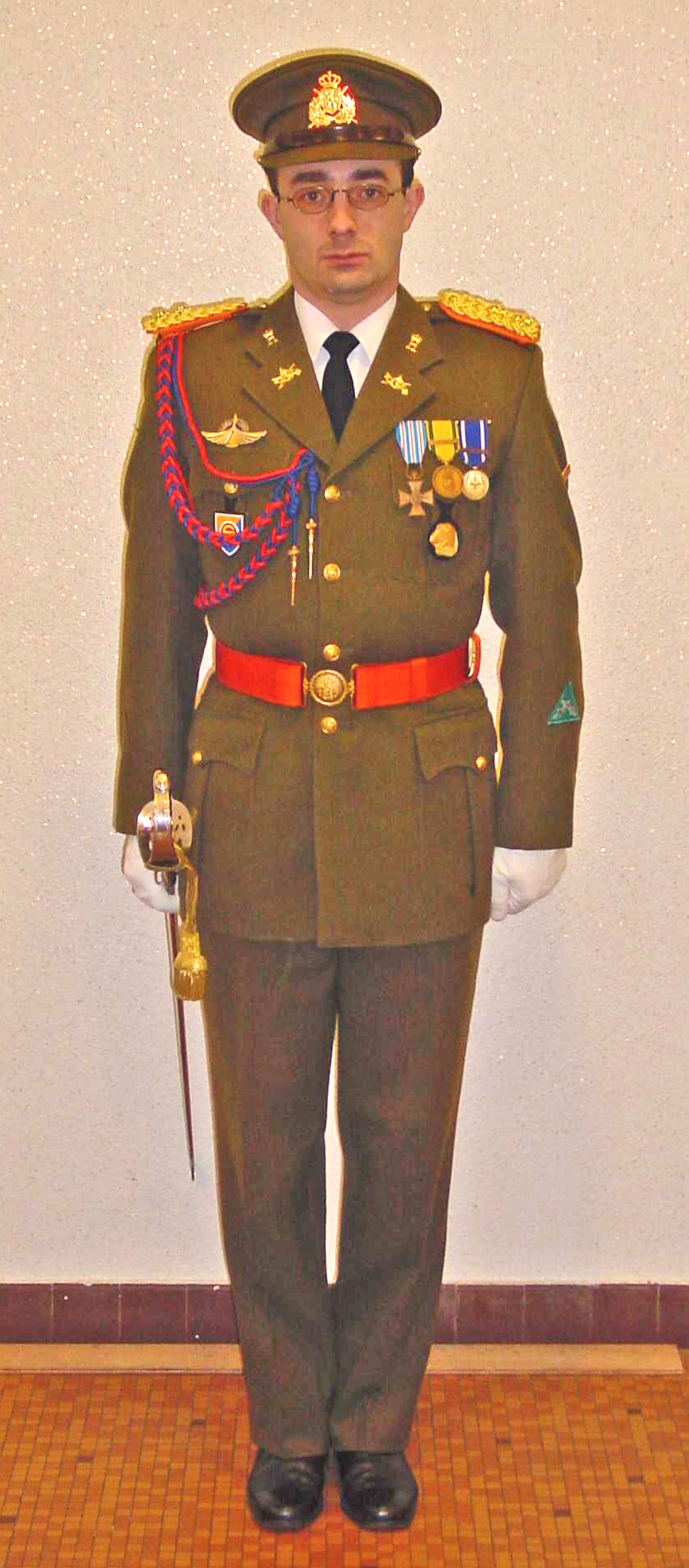
Luxemburgsk officer i högtidsdräkt.

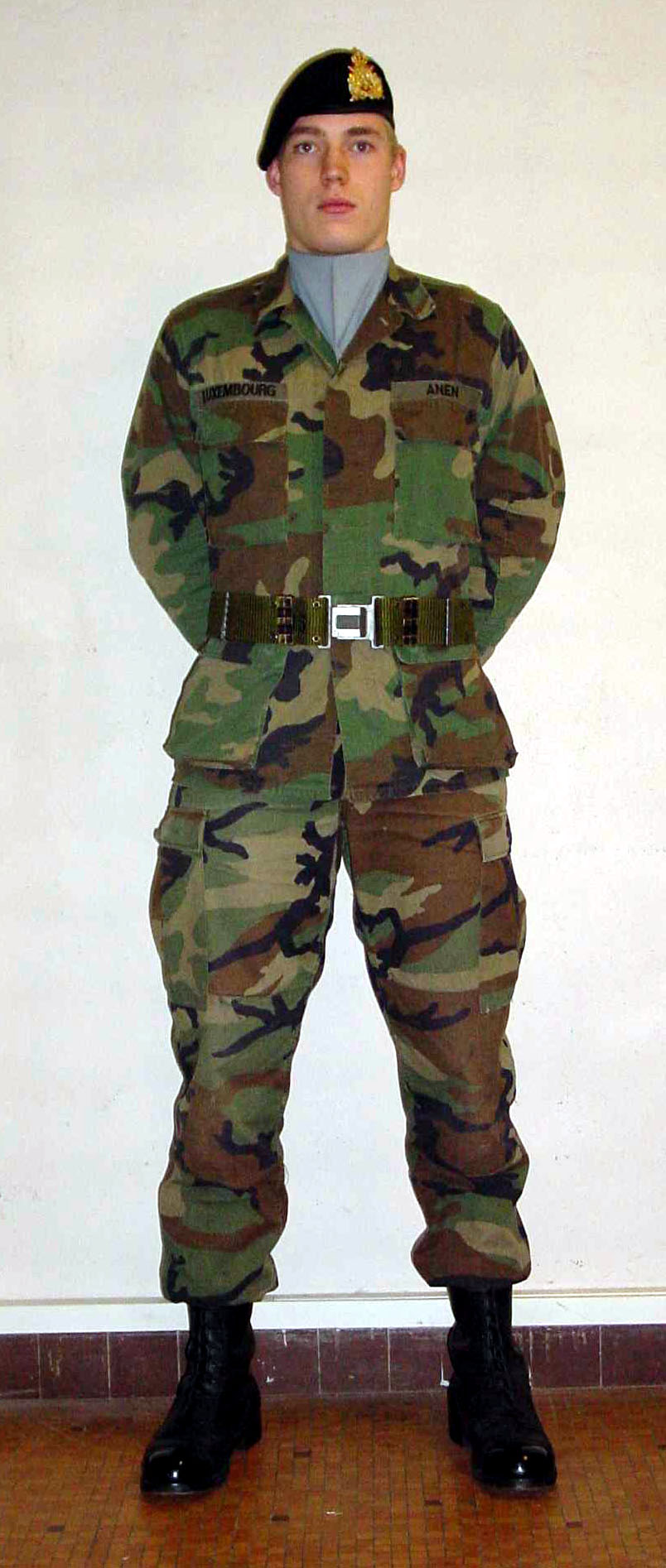
Luxemburgsk soldat i trupparaddräkt.

Personalen i Luxemburgs armé utgörs av yrkesmilitärer, visstidsanställda militärer, civilanställda och specialister vid internationella uppdrag.

### Yrkesmilitärer
- Officerare
  - 80 officerare i taktisk-operativ tjänst. De utbildas vid den belgiska militärhögskolan i Bryssel.[4]
  - 4 medicinalofficerare (läkare, psykolog, sjuksköterska)
  - 1 musikofficer
- Underofficerare
  - 206 underofficerare i taktisk tjänst. De är direktrekryterade och för anställning som underofficersaspirant krävs genomgången motsvarighet till yrkesgymnasium på tekniskt eller ekonomiskt program.[5] Skriftliga antagningsprov sker i luxemburgiska, franska, tyska, engelska och samhällskunskap.[6] Utbildningen äger rum i Belgien.[7]
  - 75 musikunderofficerare
  - 6 sjukvårdsunderofficerare (sjuksköterskor)
- 90 korpraler, som rekryteras bland de visstidsanställda soldaterna. Skriftliga antagningsprov sker i luxemburgiska, franska, tyska, engelska och samhällskunskap. De erhåller en 11 månaders vidareutbildning.[8]

### Visstidsanställda
Manskapet utgörs av visstidsanställd personal. För anställning krävs att rekryten är 18-24 år gammal, luxemburgsk medborgare eller medborgare i ett EU-land (som bott i Luxemburg 36 månader). För anställning krävs godkända skriftliga prov i franska, tyska, luxemburgiska och matematik. Anställning sker för 36 månaders militärtjänst och 12 månaders civil utbildning. Tre års anställning som soldat krävs för att bli polis, tullbevakare, kriminalvårdare och skogvaktare.

### Civilanställda
- Tjänstemän
  - Administrativa handläggare
  - Civilingenjörer
  - Högskoleingenjörer
  - Socialassistenter
  - Informationstekniker
  - Tekniker
  - Informationstekniska assistenter
  - Hantverkare
- Statsanställda
- Arbetare

### Specialister vid internationella uppdrag
Följande yrkeskategorier kan anställas som specialister med officers tjänsteställning vid internationella uppdrag..
- Domare
- Advokater
- Läkare
- Tandläkare
- Psykologer
- Sjukgymnaster
- Farmaceuter
- Själavårdspersonal från erkända religiösa samfund i Luxemburg.

## Materiel

### Motorfordon
| Fordon                | Antal |
| --------------------- | ----- |
| HMMWV                 | 43    |
| ATF Dingo             | 48    |
| Jeep Wrangler         | 15    |
| Mercedes-Benz C-klass | ?     |
| MAN X40               | ?     |
| Scania G480           | 31    |

### Flygplan
| Typ          | Antal             |
| ------------ | ----------------- |
| Airbus A400M | 1 (leverans 2019) |

### Vapen
- Glock 17
- Steyr AUG
- Steyr AUG HBAR
- FN MAG
- M2 Browning
- M72 LAW
- BGM-71 TOW